# Amphitrite marchilensis
Amphitrite marchilensis är en ringmaskart som beskrevs av Hartmann-Schröder 1965. Amphitrite marchilensis ingår i släktet Amphitrite och familjen Terebellidae. Inga underarter finns listade i Catalogue of Life.